# Finales de la NBA de 1986
Las Finales de la NBA de 1986 fueron las series definitivas de los playoffs de 1986 y suponían la conclusión de la temporada 1985-86 de la NBA, con victoria de Boston Celtics, campeón de la Conferencia Este, sobre Houston Rockets, campeón de la Conferencia Oeste. Los Celtics ganaron en seis partidos a los Rockets y se alzaron con su decimosexto campeonato. Larry Bird fue nombrado MVP de las Finales.
Estas fueron las primeras series denominadas como "Finales de la NBA", en vez del "Campeonatos del Mundo de la NBA" utilizado desde los comienzos de la liga.

## Resumen
| Partido | Fecha      | Equipo local | Resultado | Equipo visitante |
| ------- | ---------- | ------------ | --------- | ---------------- |
| 1       | 26 de mayo | Boston       | 112-100   | Houston          |
| 2       | 29 de mayo | Boston       | 117-95    | Houston          |
| 3       | 1 de junio | Houston      | 106-104   | Boston           |
| 4       | 3 de junio | Houston      | 103-106   | Boston           |
| 5       | 5 de junio | Houston      | 111-96    | Boston           |
| 6       | 8 de junio | Boston       | 114-97    | Houston          |

Celtics ganan las series 4-2

## Camino a las Finales

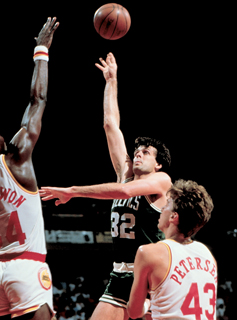
Kevin McHake en un intento de 'gancho' ante Hakeem Olajuwon y Jim Petersen en un partido de las finales

### Boston Celtics
El equipo de Boston Celtics de 1986, que finalizó la temporada regular con un balance de 67-15, es generalmente considerado como el mejor en la carrera de Larry Bird. Bajo el mando del entrenador K.C. Jones, los Celtics de 1986 contaban con un profundo equipo. Además de Kevin McHale y Robert Parish, Bill Walton se unió al equipo. A pesar de firmar una carrera plagada de graves lesiones de rodillas, tobillos y pies principalmente, Walton ganó el premio al Mejor Sexto Hombre de la NBA en 1986 apareciendo en 80 partidos, récord en su carrera. El backcourt estaba formado por el especialista defensivo Dennis Johnson y el escolta Danny Ainge. Desde el banquillo, los Celtics contaban con el All-Star Scott Wedman y el reciente fichaje (procedente de Indiana Pacers) Jerry Sichting.
Los Celtics no tuvieron demasiados problemas en los playoffs de la Conferencia Este, barriendo en tres partidos a Chicago Bulls en primera ronda. El mejor momento de esa serie fue el segundo partido de doble prórroga, en el que Michael Jordan anotó 63 puntos en el Boston Garden y estuvo cerca de alcanzar la victoria. Los Celtics vencieron por 135-131 y dieron por finalizada la eliminatoria dos días más tarde en Chicago. Posteriormente, los Celtics ganaron a Atlanta Hawks en cinco partidos en las Semifinales de Conferencia. En el quinto partido de la serie (132-99), los Celtics encajaron a los Hawks un parcial de 36-6 en el tercer cuarto. 
Las Finales de la Conferencia Este enfrentaron a los Celtics con unos Milwaukee Bucks entrenados por Don Nelson, un antiguo jugador de los Celtics que enfureció a los de Boston en los playoffs de 1983 al acusar a Danny Ainge de juego sucio. Los Celtics ganaron a los Bucks fácilmente. Los Bucks y los Celtics se encontraron en playoffs durante cuatro ocasiones en la era Bird (1983, 1984, 1986 y 1987), y Boston ganó en tres de ellas (Milwaukee eliminó a Boston en los playoffs de 1983 Playoffs).

### Houston Rockets
Los Houston Rockets liderados por Hakeem Olajuwon y Ralph Sampson, y entrenados por Bill Fitch, ganaron el campeonato de conferencia en cinco partidos ante Los Angeles Lakers. Houston entró en las Finales de la NBA por segunda vez en su historia. Su última aparición fue en 1981 ante Boston Celtics. La temporada dio un giro inesperado cuando los Rockets eliminaron a los Lakers. Los Angeles habían reorganizado su equipo en pretemporada deshaciéndose de Bob McAdoo y Jamaal Wilkes, y obteniendo al veterano Maurice Lucas en un traspaso y al novato A. C. Green a través del draft. Los Lakers firmaron un balance de 62-20 en temporada regular. Los Rockets estaban dirigidos por Bill Fitch y liderados en cancha por las originales "Torres Gemelas" (Sampson como ala-pívot y Olajuwon como pívot). Jim Petersen respaldaba a las dos torres, mientras que Robert Reid y Rodney McCray compartían minutos como aleros. La nómina de bases y escoltas estaba completada por Mitchell Wiggins, Lewis Lloyd, Allen Leavell y John Lucas, antes de que fuera suspendido por la liga por violar la política antidrogas de la NBA. 
Los Rockets lograron el título de División Medio Oeste con un balance de 51-31, y eliminaron a Sacramento Kings y a Denver Nuggets fácilmente en playoffs antes de perder el primer partido de las Finales de Conferencia ante los Lakers en el Forum, y posteriormente ganar los cuatro siguientes y acceder a las Finales de la NBA. 
La cuarta victoria ante los Lakers llegó gracias a una canasta en la bocina de Sampson en el Forum. Houston llegó a la última jugada del partido con un segundo en el reloj. Sampson capturó un pase desde la banda, se giró rápidamente y lanzó. El balón tocó en el aro, rebotó y entró, dando por finalizada la temporada de los Lakers.

## Las Finales
Larry Bird lideró a los Celtics a la victoria ante los Rockets en seis partidos en las Finales de 1986. Los Celtics dominaron los dos primeros partidos en el Boston Garden, donde obtuvieron un balance de 40-1 durante la temporada regular. Los Rockets firmaron una campaña parecida a la de sus rivales como locales, y vencieron a los Celtics por 106-104 en el tercer encuentro. El cuarto choque fue una tensa batalla en el Summit y los Celtics consiguieron una sufrida victoria por 106-103, con Bill Walton anotando una canasta crucial. El infame quinto encuentro incluyó una pelea entre el pívot Ralph Sampson y el base Jerry Sichting (38.1 cm. más pequeño que Sampson), que finalizaría con la expulsión del de Houston. Mientras que Jim Petersen lideró a los Rockets a una victoria decisiva, las accuones de Sampson motivaron a los Celtics. Bird desmanteló a los Rockets en el sexto partido, y el Garden abucheaba a Sampson cada vez que cogía el balón. Los Celtics derrotaron a los Rockets por 114-97 y se hicieron con el campeonato de la NBA.
Bird fue nombrado MVP de las Finales, promediando 24 puntos, 9.7 rebotes, 9.7 asistencias y 2.7 robos por partido. Fue el decimosexto campeonato de los Celtics en 40 años.

### Partido 1
| 26 de mayo                    | Houston Rockets                                                | 100–112                               | Boston Celtics                                                        | |  |  |
| 3:00 p. m. EDT                | Parciales: 28–34, 31–27, 17–30, 24–21                          | Parciales: 28–34, 31–27, 17–30, 24–21 | Parciales: 28–34, 31–27, 17–30, 24–21                                 | |  |  |
|                               | Estadísticas Akeem Olajuwon 33 Akeem Olajuwon 12 Robert Reid 8 | Pts Reb Asts                          | Estadísticas Bird, McHale 21 cada uno Dennis Johnson 11 Larry Bird 13 | Pabellón: Boston Garden, Boston Asistencia: 14,890 espectadores Árbitros: * N.º 14 Jack Madden - N.º 4 Ed T. Rush Televisión: CBS |  |  |
| Boston lidera las series, 1–0 |                                                                |                                       |                                                                       | |  |  |
|                               |                                                                |                                       |                                                                       | |  |  |

### Partido 2
| 29 de mayo                    | Houston Rockets                                                          | 95–117                                | Boston Celtics                                       | |  |  |
| 9:00 p. m. EDT                | Parciales: 30–31, 20–29, 19–34, 26–23                                    | Parciales: 30–31, 20–29, 19–34, 26–23 | Parciales: 30–31, 20–29, 19–34, 26–23                | |  |  |
|                               | Estadísticas Akeem Olajuwon 21 Akeem Olajuwon 10 McCray, Reid 5 cada uno | Pts Reb Asts                          | Estadísticas Larry Bird 31 Larry Bird 8 Larry Bird 7 | Pabellón: Boston Garden, Boston Asistencia: 14,890 espectadores Árbitros: * N.º 20 Jess Kersey - N.º 25 Hugh Evans Televisión: CBS |  |  |
| Boston lidera las series, 2–0 |                                                                          |                                       |                                                      | |  |  |
|                               |                                                                          |                                       |                                                      | |  |  |

### Partido 3
| 1 de junio                    | Boston Celtics                                           | 104–106                               | Houston Rockets                                              | |  |  |
| 3:30 p. m. EDT                | Parciales: 29–33, 30–29, 25–18, 20–26                    | Parciales: 29–33, 30–29, 25–18, 20–26 | Parciales: 29–33, 30–29, 25–18, 20–26                        | |  |  |
|                               | Estadísticas Kevin McHale 28 Larry Bird 15 Larry Bird 11 | Pts Reb Asts                          | Estadísticas Ralph Sampson 24 Ralph Sampson 22 Robert Reid 9 | Pabellón: The Summit, Houston, Texas Asistencia: 16,016 espectadores Árbitros: * N.º 17 Joe Crawford - N.º 11 Jake O'Donnell Televisión: CBS |  |  |
| Boston lidera las series, 2–1 |                                                          |                                       |                                                              | |  |  |
|                               |                                                          |                                       |                                                              | |  |  |

### Partido 4
| 3 de junio                    | Boston Celtics                                               | 106–103                               | Houston Rockets                                                 | |  |  |
| 9:00 p. m. EDT                | Parciales: 30–30, 33–34, 23–21, 20–18                        | Parciales: 30–30, 33–34, 23–21, 20–18 | Parciales: 30–30, 33–34, 23–21, 20–18                           | |  |  |
|                               | Estadísticas Robert Parish 22 Robert Parish 15 Larry Bird 10 | Pts Reb Asts                          | Estadísticas Ralph Sampson 25 Akeem Olajuwon 14 Ralph Sampson 9 | Pabellón: The Summit, Houston, Texas Asistencia: 16,016 espectadores Árbitros: * N.º 10 Darell Garretson - N.º 12 Earl Strom Televisión: CBS |  |  |
| Boston lidera las series, 3–1 |                                                              |                                       |                                                                 | |  |  |
|                               |                                                              |                                       |                                                                 | |  |  |

### Partido 5
| 5 de junio                    | Boston Celtics                                            | 96–111                                | Houston Rockets                                                 | |  |  |
| 9:00 p. m. EDT                | Parciales: 28–26, 19–32, 18–28, 31–25                     | Parciales: 28–26, 19–32, 18–28, 31–25 | Parciales: 28–26, 19–32, 18–28, 31–25                           | |  |  |
|                               | Estadísticas Kevin McHale 33 Kevin McHale 8 Danny Ainge 5 | Pts Reb Asts                          | Estadísticas Akeem Olajuwon 32 Akeem Olajuwon 14 Robert Reid 17 | Pabellón: The Summit, Houston, Texas Asistencia: 16,016 espectadores Árbitros: * N.º 25 Hugh Evans - N.º 14 Jack Madden Televisión: CBS |  |  |
| Boston lidera las series, 3–2 |                                                           |                                       |                                                                 | |  |  |
|                               |                                                           |                                       |                                                                 | |  |  |

### Partido 6
| 8 de junio                         | Houston Rockets                                                          | 97–114                                | Boston Celtics                                        | |  |  |
| 1:00 p. m. EDT                     | Parciales: 23–29, 15–26, 23–27, 36–32                                    | Parciales: 23–29, 15–26, 23–27, 36–32 | Parciales: 23–29, 15–26, 23–27, 36–32                 | |  |  |
|                                    | Estadísticas Akeem Olajuwon 21 Akeem Olajuwon 10 McCray, Reid 5 cada uno | Pts Reb Asts                          | Estadísticas Larry Bird 29 Larry Bird11 Larry Bird 12 | Pabellón: Boston Garden, Boston Asistencia: 14,890 espectadores Árbitros: * N.º 11 Jake O'Donnell - N.º 10 Darrell Garretson Televisión: CBS |  |  |
| Boston gana las series series, 4–2 |                                                                          |                                       |                                                       | |  |  |
|                                    |                                                                          |                                       |                                                       | |  |  |